# DDR-Einzelmeisterschaft im Schach 1952
Die 3. DDR-Einzelmeisterschaft im Schach fand vom 25. September bis 9. Oktober 1952 in Binz statt. Die Damen hatten bereits zwei Monate zuvor in Schwerin die gesamtdeutsche Meisterschaft mit separater Wertung für die DDR-Spielerinnen ausgetragen. Die Teilnehmer qualifizierten sich über die Landesmeisterschaften sowie ein System aus Vorberechtigungen und Freiplätzen für die Finalturniere.

## Meisterschaft der Herren
Berthold Koch und Klaus Müller beendeten das Turnier mit klarem Vorsprung punktgleich an der Spitze und mussten den DDR-Meister in einem Stichkampf ermitteln. Neben diesen beiden Spielern hatten vor allem Krause und Platz lange Titelchancen. Krause verlor seine beiden letzten Partien und musste sich mit Bronze begnügen. Hans Platz holte aus den letzten fünf Runden nur einen Punkt. Hier konstatierte die Fachpresse „Ermüdungserscheinungen“ und empfahl dem späteren DDR-Auswahltrainer „Ausgleichssport zu betreiben, vor allen Dingen in der Zeit vor einem schweren Turnier.“

### Abschlusstabelle
|     | Teilnehmer         | 01 | 02 | 03 | 04 | 05 | 06 | 07 | 08 | 09 | 10 | 11 | 12 | 13 | 14 | 15 | Punkte |
| --- | ------------------ | -- | -- | -- | -- | -- | -- | -- | -- | -- | -- | -- | -- | -- | -- | -- | ------ |
| 1/2 | Klaus Müller       |    | 1  | 0  | ½  | 1  | 1  | 1  | ½  | 1  | ½  | 1  | 1  | ½  | 0  | 1  | 10     |
| 1/2 | Berthold Koch      | 0  |    | ½  | 1  | 1  | ½  | ½  | 1  | 1  | ½  | ½  | 1  | ½  | 1  | 1  | 10     |
| 03  | Kurt Krause        | 1  | ½  |    | ½  | 1  | 0  | 1  | ½  | ½  | 1  | 1  | ½  | 0  | 0  | ½  | 08     |
| 04  | Erich Kübart       | ½  | 0  | ½  |    | ½  | 1  | ½  | ½  | 1  | ½  | 0  | 1  | ½  | ½  | 1  | 08     |
| 05  | Edmund Budrich     | 0  | 0  | 0  | ½  |    | 1  | ½  | 1  | 0  | ½  | 1  | ½  | 1  | 1  | 1  | 08     |
| 06  | Hans Platz         | 0  | ½  | 1  | 0  | 0  |    | 1  | 1  | ½  | 1  | 0  | ½  | 1  | 1  | 0  | 07½    |
| 07  | Rolf Schlieder     | 0  | ½  | 0  | ½  | ½  | 0  |    | 1  | 1  | ½  | 1  | ½  | 1  | ½  | 0  | 07     |
| 08  | Albert Zirngibl    | ½  | 0  | ½  | ½  | 0  | 0  | 0  |    | 1  | ½  | ½  | ½  | 1  | 1  | 1  | 07     |
| 09  | Karl Knothe        | 0  | 0  | ½  | 0  | 1  | ½  | 0  | 0  |    | 1  | 1  | ½  | ½  | 1  | 1  | 07     |
| 10  | Lothar Zenker      | ½  | ½  | 0  | ½  | ½  | 0  | ½  | ½  | 0  |    | 1  | ½  | 1  | 0  | 1  | 06½    |
| 11  | Hugo Hunte         | 0  | ½  | 0  | 1  | 0  | 1  | 0  | ½  | 0  | 0  |    | 0  | 1  | 1  | 1  | 06     |
| 12  | Fritz Nüsken       | 0  | 0  | ½  | 0  | ½  | ½  | ½  | ½  | ½  | ½  | 1  |    | ½  | 0  | 1  | 06     |
| 13  | Horst Rittner      | ½  | ½  | 1  | ½  | 0  | 0  | 0  | 0  | ½  | 0  | 0  | ½  |    | 1  | 1  | 05½    |
| 14  | Rudolf Kirchhammer | 1  | 0  | 1  | ½  | 0  | 0  | ½  | 0  | 0  | 1  | 0  | 1  | 0  |    | 0  | 05     |
| 15  | Kurt Vordank       | 0  | 0  | ½  | 0  | 0  | 1  | 1  | 0  | 0  | 0  | 0  | 0  | 0  | 1  |    | 03½    |

### Stichkampf
Der Stichkampf fand vom 7. bis 10. Dezember 1952 in Cottbus statt. Berthold Koch setzte sich mit 2½ : 1½ gegen den Spremberger Klaus Müller durch. Koch gewann die beiden ersten Partien, Müller die dritte. Mit einem Remis in der letzten Runde sicherte sich Koch seinen einzigen DDR-Meistertitel. Er war bereits 1946 Meister der sowjetischen Besatzungszone geworden.

## Meisterschaft der Damen
Vom 27. Juli bis 13. August 1952 fand in Schwerin die gesamtdeutsche Schachmeisterschaft der Frauen statt. Es spielten je acht Spielerinnen aus Ost und West. Der Schachverband der DDR entschied, in diesem Rahmen auch die DDR-Meisterschaft auszuspielen. Die Spielerinnen aus der DDR wurden entsprechend ihrer Platzierung beim gemeinsamen Turnier für die DDR-Meisterschaft gewertet. Edith Keller-Herrmann siegte sowohl im Gesamtturnier als auch in der separaten Wertung deutlich. Hinter ihr folgen die beiden Spielerinnen, die im Jahr zuvor die DDR-Meisterschaft dominiert hatten. Insgesamt wurde das Abschneiden der übrigen DDR-Vertreterinnen in der Zeitschrift Schach als unbefriedigend eingestuft.

### Abschlusstabelle
|    | DDR | Teilnehmer            | 01 | 02 | 03 | 04 | 05 | 06 | 07 | 08 | 09 | 10 | 11 | 12 | 13 | 14 | 15 | 16 | Punkte |
| -- | --- | --------------------- | -- | -- | -- | -- | -- | -- | -- | -- | -- | -- | -- | -- | -- | -- | -- | -- | ------ |
| 01 | 1.  | Edith Keller-Herrmann |    | ½  | 1  | 1  | 1  | 1  | ½  | ½  | 1  | 1  | 1  | 1  | 1  | 1  | 1  | 1  | 13½    |
| 02 |     | Anna Kastens          | ½  |    | 1  | 1  | 1  | 0  | 1  | ½  | 1  | 0  | 1  | 1  | ½  | ½  | 1  | 1  | 11     |
| 03 |     | Friedl Rinder         | 0  | 0  |    | 1  | 0  | ½  | 1  | 1  | ½  | 1  | 1  | 1  | 1  | 1  | ½  | 1  | 10½    |
| 04 |     | Maria Imkamp          | 0  | 0  | 0  |    | 1  | 1  | 1  | 1  | ½  | 0  | ½  | 1  | 1  | 1  | 1  | 1  | 10     |
| 05 |     | Berta Klabunde        | 0  | 0  | 1  | 0  |    | ½  | 0  | ½  | 1  | 1  | ½  | ½  | ½  | 1  | 1  | 1  | 08½    |
| 06 | 2.  | Mira Kremer           | 0  | 1  | ½  | 0  | ½  |    | 0  | 1  | 1  | 1  | 1  | ½  | 1  | 0  | ½  | 0  | 08     |
| 07 | 3.  | Gertrud Nüsken        | ½  | 0  | 0  | 0  | 1  | 1  |    | 0  | 1  | 0  | 1  | 0  | ½  | ½  | 1  | 1  | 07½    |
| 08 | 4.  | Elfriede Paschke      | ½  | ½  | 0  | 0  | ½  | 0  | 1  |    | 1  | 1  | 0  | 0  | 1  | ½  | 0  | 1  | 07     |
| 09 |     | Ruth Baitsch          | 0  | 0  | ½  | ½  | 0  | 0  | 0  | 0  |    | 1  | ½  | ½  | 1  | 1  | 1  | 1  | 07     |
| 10 |     | Ottilie Stibaner      | 0  | 1  | 0  | 1  | 0  | 0  | 1  | 0  | 0  |    | ½  | ½  | 0  | ½  | ½  | 1  | 06     |
| 11 |     | Anni Ziehr            | 0  | 0  | 0  | ½  | ½  | 0  | 0  | 1  | ½  | ½  |    | 1  | ½  | 0  | 1  | ½  | 06     |
| 12 | 5.  | Mimi Hörning          | 0  | 0  | 0  | 0  | ½  | ½  | 1  | 1  | ½  | ½  | 0  |    | 0  | 1  | 0  | ½  | 05½    |
| 13 | 6.  | Gerda Kupka           | 0  | ½  | 0  | 0  | ½  | 0  | ½  | 0  | 0  | 1  | ½  | 1  |    | 1  | ½  | 0  | 05½    |
| 14 |     | Friedel Redlich       | 0  | ½  | 0  | 0  | 0  | 1  | ½  | ½  | 0  | ½  | 1  | 0  | 0  |    | 0  | 1  | 05     |
| 15 | 7.  | Luise Baumann         | 0  | 0  | ½  | 0  | 0  | ½  | 0  | 1  | 0  | ½  | 0  | 1  | ½  | 1  |    | 0  | 05     |
| 16 | 8.  | Martha Daunke         | 0  | 0  | 0  | 0  | 0  | 1  | 0  | 0  | 0  | 0  | ½  | ½  | 1  | 0  | 1  |    | 04     |

## Jugendmeisterschaften
| Altersklasse | männlich             | weiblich                |
| ------------ | -------------------- | ----------------------- |
| Schüler      | Lothar Zinn (Erfurt) | Rita Flieger (Jerichow) |

Anstelle der Jugendmeisterschaft fand offenbar ein Qualifikationsturnier der Jugendkernmannschaft statt. Es siegte Fritz Baumbach aus Berlin.